# Лондондерри (Нью-Гэмпшир)
Лондонде́рри (англ. Londonderry) — городок в Новой Англии, в западной части графства Рокингхем, штат Нью-Гэмпшир, США. С севера граничит с городом Манчестер, на востоке — с городком Дерри. По данным 2007 года численность города — 24 975 человек. Лондондерри известен благодаря частично расположенному в нём аэропорту Манчестер-Бостон.

## История
Поселение основано в 1718 году. В 1722 году городу официально присвоено название Лондондерри, в честь города Дерри или Лондондерри в североирландской части Ольстера. Своим названием Лондондерри, равно как и Антрим, Дерри и Данбартон обязан ольстерским шотландцам, расселявшимся в этом регионе.
Лондондерри был вторым по величине городом в ранние колониальные времена, а Дерри и часть Манчестера, были образованы из Лондондерри.
В 1790 году, когда была проведена первая перепись населения, население Лондондерри составляло 2 622 человека.

## География
Согласно данным Бюро переписи США, общая площадь Лондондерри составляет 108,6 км², из которых 108,3 км² — земля, а 0,3 км² — вода (0,31 % территории города). На территории Лондондерри протекают реки Бивер-Брук (на востоке) и Литл-Коас-Брук и Несенкиг-Брук на западе.
Высочайшей точкой города (100 м над уровнем моря) является расположенный в северной части центра города холм Номер Восемь, называющийся так по номеру находившейся на его вершине школы.
Город пересекают трассы Interstate 93, New Hampshire Route 102 и New Hampshire Route 128.

## Демография
По данным переписи 2000 года, в городе проживало 23 236 человека, 6 319 семей. Плотность населения составляла 214,6/км². Расовый состав населения был следующим: 96,92 % — белые, 0,56 % — чёрные (афроамериканцы), 0,17 % — индейцы, 1,16 % — азиаты, 0,03 % — океанийцы, 0,32 % — другие расы, 0,84 % — метисы двух и более рас. Этническими испаноязычными/латиноамериканцами назвали себя 1,53 % населения.
Насчитывалось 7 623 домовладений, из которых 50,3 % имели детей в возрасте до 18 лет, 70,9 % были женатыми парами, живущими в браке, 8,6 % состояли из женщины, живущей без мужа, а 17,1 % не были семьями. 12,9 % всех домовладений состояли из частных лиц, 3,3 % имели отдельно живущего человека в возрасте 65 лет и старше. Средний размер домовладения составил 3,05, а средний размер семьи — 3,36.
Лица в возрасте до 18 лет составили 32,9 % населения, 18—24 лет — 5,8 %, 25—44 лет — 32,7 %, 45—64 — 23,2 %, старше 65 — 5,3 %. Медиана возраста равнялась 35 годам. На каждых 100 женщин приходилось 97,0 мужчин. На каждых 100 женщин в возрасте 18 лет и старше насчитывалось 95,1 мужчин.
Медиана дохода в расчёте на домовладение равнялась $70 501, медиана дохода в расчёте на семью — $73 513. Медиана дохода для мужчин равнялась $50 566 против $33 821 у женщин. Доход на душу населения в городе составлял $26 491. Около 1,6 % семей и 2,1 % населения жили за чертой бедности, включая 1,2 % от лиц до 18 лет и 6,3 % в возрасте 65 лет и старше.

## Экономика
В северной части Лондондерри находится аэропорт Манчестер-Бостон. В городке расположены фабрики Coca-Cola Bottling Co., многочисленные сады и фермы.

## Образование
Входит в Школьный округ Лондондерри.

## Достопримечательности
- Историческое общество и музей Лондондерри (англ.)

## Города-побратимы
- Вологда, Россия